# Slobodan prethodni i informisani pristanak
Slobodan prethodni i informisani pristanak (FPIC) ima za cilj da uspostavi učešće i konsultacije celokupnog autohtonog stanovništva pre početka razvoja na zemlji predaka ili korišćenja resursa na teritoriji autohtonog stanovništva. Autohtoni ljudi imaju posebnu vezu sa svojom zemljom i resursima i naseljavaju jednu petinu Zemljine površine. Takva područja su ekološki bogata obnovljivim i neobnovljivim resursima. Stil kolektivnog vlasništva većine autohtonih naroda je u sukobu sa modernim globalnim tržištem i njegovom stalnom potrebom za resursima i zemljom. Kako bi se zaštitila prava starosjedilačkih naroda, međunarodno pravo o ljudskim pravima stvorilo je procese i standarde za zaštitu njihovog načina života i podsticanje učešća u procesu donošenja odluka. Jedan takav metod je FPIC proces. Postoje kritike da mnoge međunarodne konvencije i ugovori zahtevaju konsultacije, a ne saglasnost, što je mnogo viši prag. Bez zahteva za saglašnošću, starosedeoci ne mogu da stave veto na vladine projekte i razvoje u njihovoj oblasti koji direktno utiču na njihove živote i kulturu. FPIC omogućava autohtonim narodima da imaju pravo na samoopredeljenje i samoupravu u procesima donošenja odluka u nacionalnim i lokalnim vlastima u vezi sa projektima koji se tiču njihovih života i resursa.
Primeri uključuju upravljanje prirodnim resursima, ekonomski razvoj, korišćenje tradicionalnog znanja, genetske resurse, zdravstvenu zaštitu i obrazovanje.

## Interpretacija
Iako postoje brojne definicije i debate o FPIC-u, Organizacija Ujedinjenih nacija za hranu i poljoprivredu definisala je koncept FPIC-a na sledeći način:
- Slobodno jednostavno znači da nema manipulacije ili prinude autohtonog naroda i da procesom sami upravljaju oni koji su pogođeni projektom.
- Prethodno podrazumeva da se saglasnost traži dovoljno pre nego što bilo koje aktivnosti budu započele ili odobrene, a vreme za proces konsultacija moraju da garantuju relativne vlasti.
- Informisano sugeriše da relevantni autohtoni ljudi dobiju zadovoljavajuće informacije o ključnim tačkama projekta, kao što su priroda, veličina, tempo, reverzibilnost i obim projekta, kao i razlozi za tok radova i njegovo trajanje. Ovo je najteži termin od četiri, jer različite grupe mogu smatrati da su određene informacije relevantnije. Autohtono stanovništvo takođe treba da ima pristup primarnim izveštajima o ekonomskim, ekološkim i kulturnim uticajima koje će projekat imati. Autohtoni narodi moraju razumeti jezik koji se koristi.
- Saglasnost nije definisana, ali se daje ili odbija nakon procesa koji uključuje konsultacije i učešće. Međutim, puka konsultacija sama po sebi nije zamena za stvarnu saglasnost.[5] Radna grupa UN za poslovanje i ljudska prava napominje da bi starosedelački narodi „trebalo autonomno da odrede kako definišu i utvrđuju saglasnost“.[6]